# Gabal Gabeliano
Gabal (em armênio/arménio: Գաբաղ; romaniz.: Gabał) foi um nobre armênio do século V da família Gabeliano, ativo durante o reinado do xainxá Perozes I (r. 459–484).

## Nome
Gabal (Գաբաղ, Gabał) é um nome incomum, cuja origem é desconhecida.

## Contexto

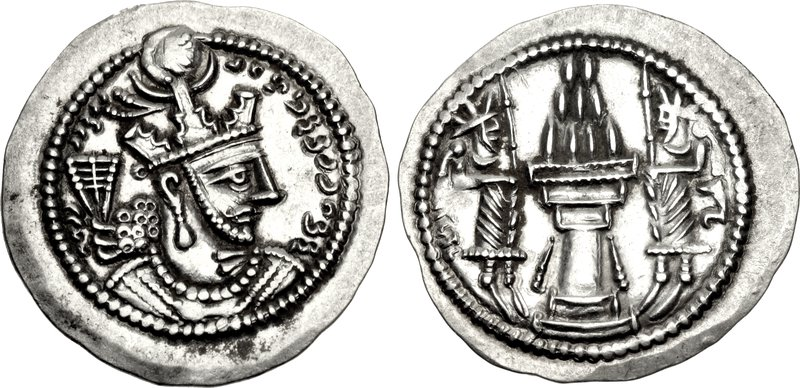
Dracma de r.

Após 387, o Reino da Armênia foi dividido em duas zonas de influência, a bizantina e a persa. Além disso, em 428, o último rei arsácida, Artaxias IV (r. 423-428), foi deposto pelo xainxá Vararanes V (r. 420–438) a pedido dos nacarares, inaugurando o Marzobanato da Armênia. Muito rapidamente, os armênios desiludiram: em 449, Isdigerdes II (r. 438–457) ordenou que eles apostatassem e se convertessem ao zoroastrismo. Sob a liderança de Vardanes II, se revoltaram, mas foram derrotados em junho (ou 26 de maio) de 451 na Batalha de Avarair; a maioria dos nacarares que participaram da revolta foram então deportados à capital persa de Ctesifonte. Após Avarair, os armênios foram constantemente chamados pelos persas para expedições militares distantes e foram obrigados a aceitar o crescente poder dos apóstatas. No contexto, receberam bem o apelo da revolta de Vactangue I (r. 447–522), que sublevou contra os persas.

## Vida

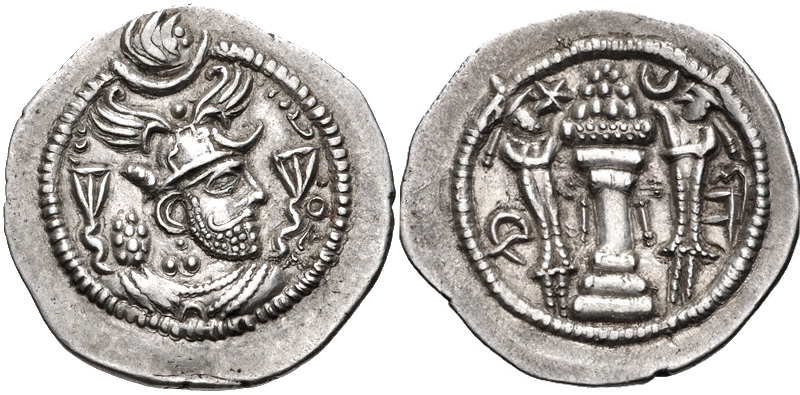
Dracma de r.

Gabal foi membro da família Gabeliano, mas sua parentela é desconhecida. Quando Vaanes I aceitou apoiar a revolta de Vactangue contra o xainxá Perozes I (r. 459–484), Gabal o acompanhou como soldado. No verão de 483, Vaanes estabeleceu-se com suas tropas na aldeia de Erez, no cantão de Asmúnia, de onde marchou à noite para atacar o acampamento das tropas iranianas estacionadas nas cercanias. Na batalha que se seguiu, Gabal empolgou-se no ataque e foi perfurado pelas lanças inimigas. Embora tenha sobrevivido ao combate, morreu pouco depois em decorrência de suas feridas. Ao morrer, foi coroado segundo os ritos cristãos.